# Seamus Derbyshire
Seamus Derbyshire (27 de enero de 2000) es un deportista de Reino Unido que compite en atletismo. Ganó una medalla de plata en el Campeonato Europeo de Atletismo Sub-20 de 2019, en la prueba de 400 m vallas.